# Kaple svatého Josefa (Mikulášovičky)
Kaple svatého Josefa (německy Hl.-Josephs-Kapelle) byla novorománská sakrální stavba v Mikulášovičkách (místní část města Mikulášovice). Byla postavena roku 1890 při vedlejší cestě poblíž rybníka, zanikla v období po druhé světové válce.

## Historie a popis
Své vlastní kapličky se Mikulášovičky dočkaly až v roce 1890, kdy ji postavil mikulášovický stavitel Franz Teichmann. Do dnešních dnů se zachovalo jen velmi málo informací. Kaple stála přibližně na čtvercovém půdorysu a měla věžičku se zvonem, který vážil 37 kg. V bočních stěnách kaple byla umístěna okna zakončená obloukem. Interiér tvořil oltář a obraz svatého Josefa, který daroval litoměřický biskup Emanuel Jan Křtitel Schöbel (1824–1909). Po druhé světové válce nebyla udržovaná, postupně chátrala a na počátku 80. let 20. století zcela zanikla. Stavební parcela s hromádkou suti je v majetku města Mikulášovice. Kaple nebyla před svým zánikem památkově chráněná.

## Galerie

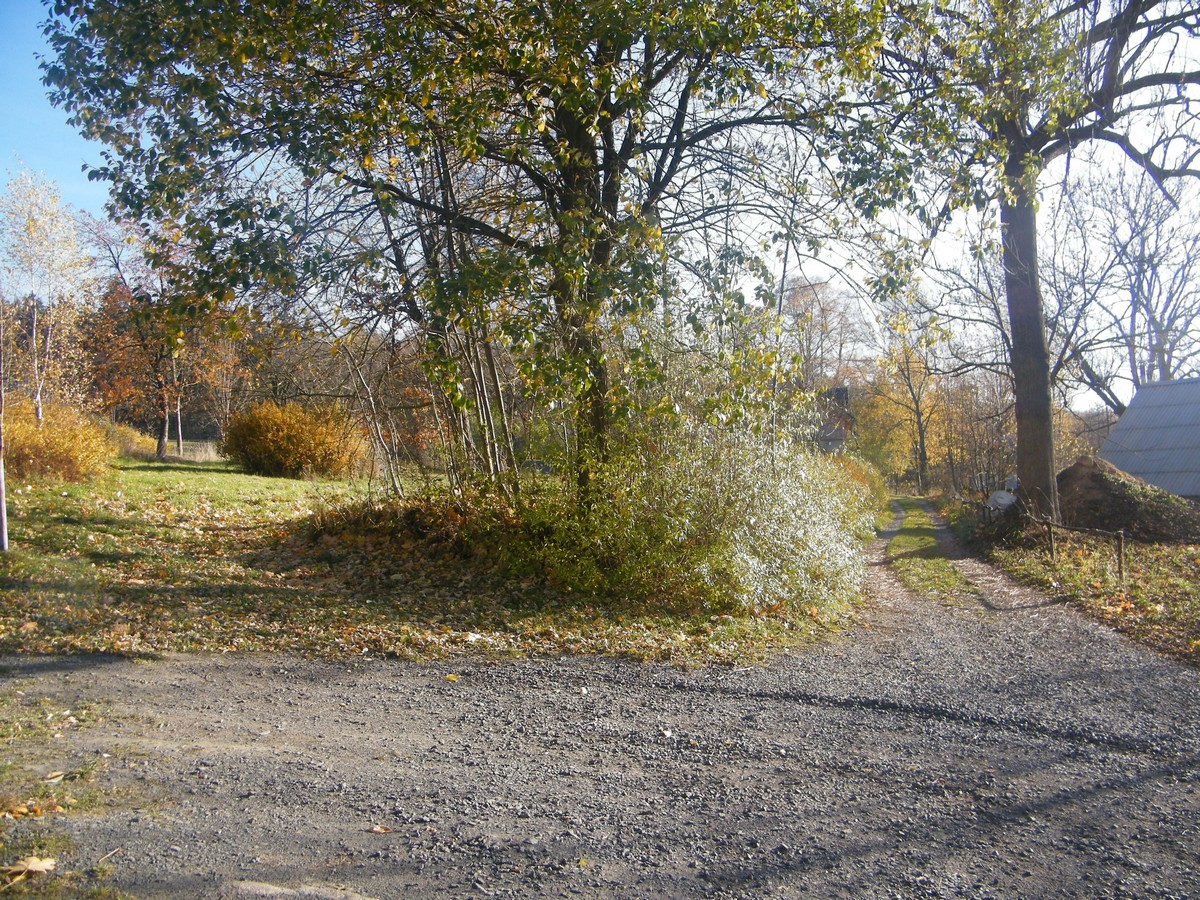
Ruiny kaple svatého Josefa (2015)
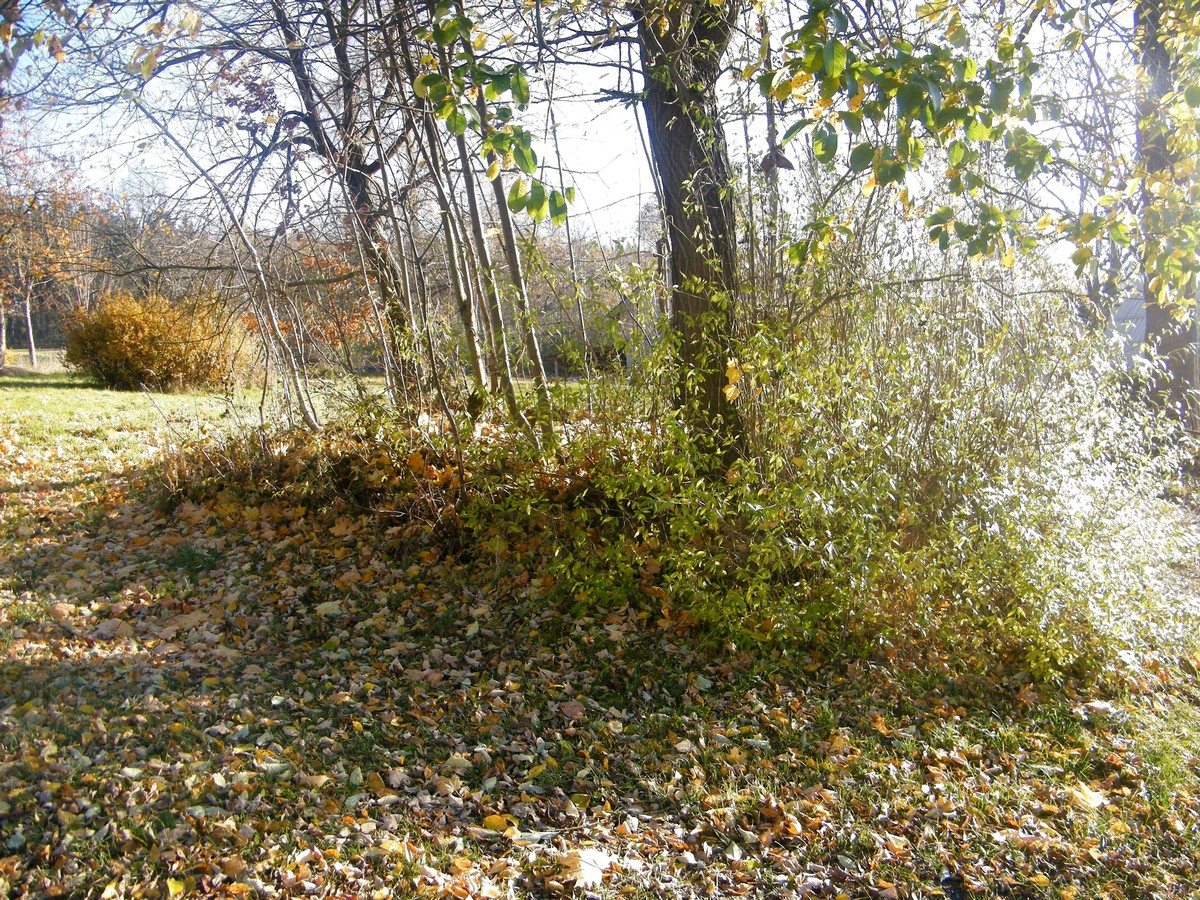
Ruiny kaple svatého Josefa (2015)
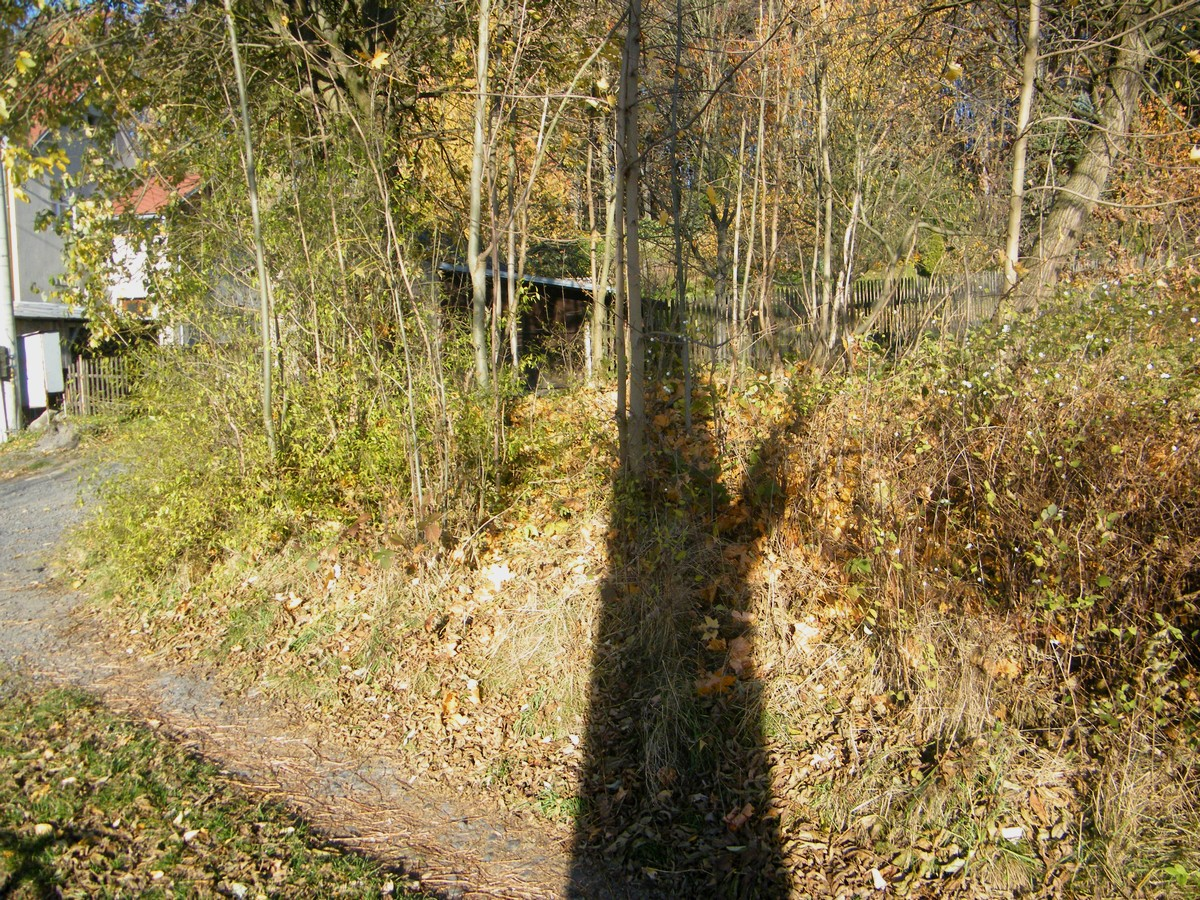
Ruiny kaple svatého Josefa (2015)